# Idiodes radiata
Idiodes radiata är en fjärilsart som beskrevs av Claude Herbulot 1956. Idiodes radiata ingår i släktet Idiodes och familjen mätare. Inga underarter finns listade i Catalogue of Life.